# AODV
AODV (англ. Ad hoc On-Demand Distance Vector) — протокол динамічної маршрутизації для мобільних ad-hoc мереж (MANET) та інших бездротових мереж. AODV придатний для маршрутизації як unicast, так і multicast пакетів. Є реактивним протоколом маршрутизації, тобто встановлює маршрут до адресата за вимогою. На відміну від класичних протоколів маршрутизації Інтернету є превентивними, тобто знаходять шляхи маршрутизації незалежно від використання маршрутів. Як випливає з назви, для обчислення маршрутів використовується дистанційно-векторний алгоритм маршрутизації. У AODV за допомогою застосування порядкових номерів при оновленнях маршруту виключена можливість виникнення проблеми «рахунку до нескінченності», притаманної іншим протоколам, які використовують цей алгоритм маршрутизації. Ця методика, раніше реалізована в протоколі DSDV. На базі AODV і DSR ведеться розробка протоколу DYMO.